# 前野宗康
前野 宗康（まえの むねやす、延徳元年（1489年）- 永禄3年（1560年））は、戦国時代から安土桃山時代にかけての武将。前野長義の次男。通称：小次郎。官位は従五位下・右京介。前野家十三代目当主。岩倉織田家の重臣・軍奉行。

## 生涯

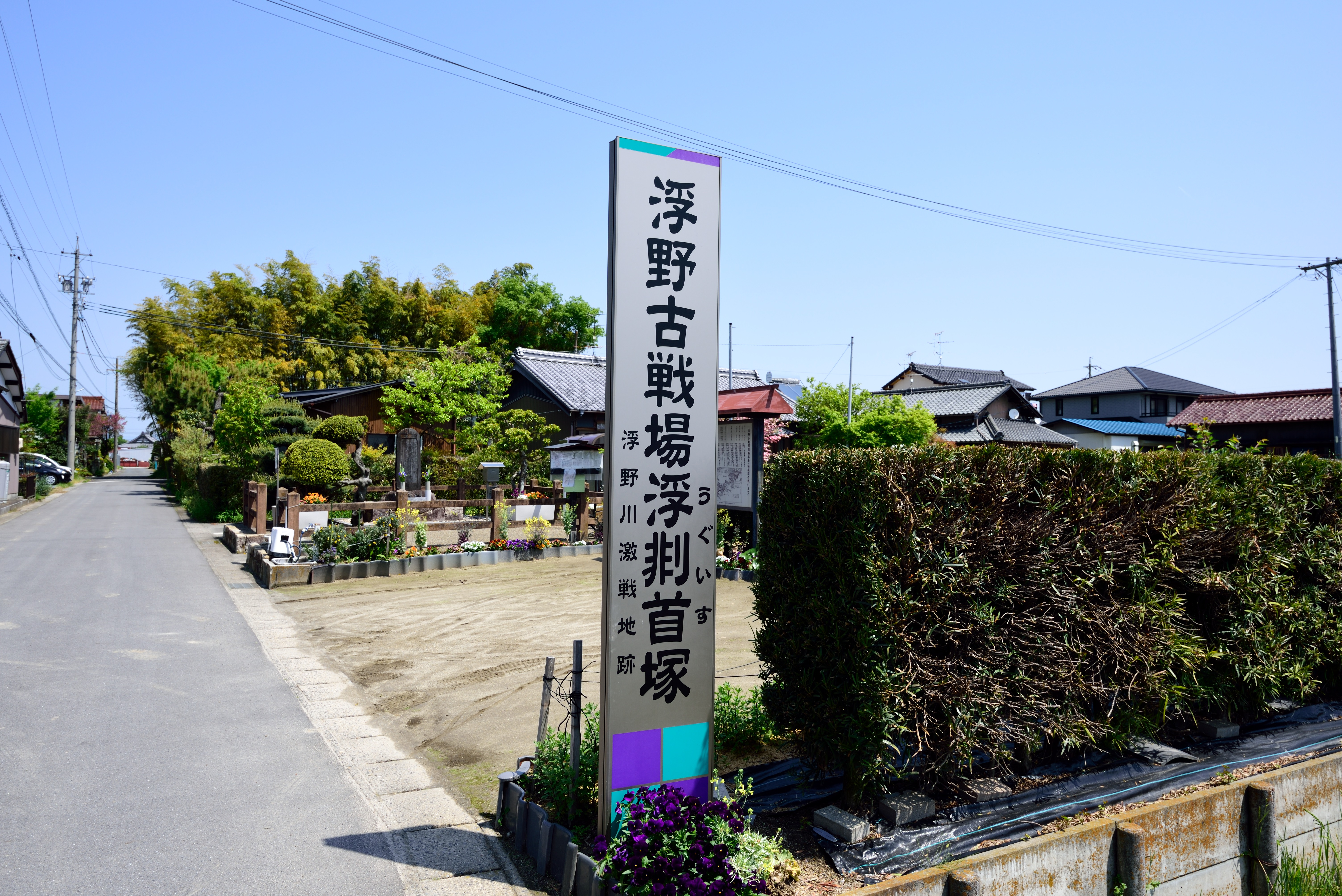
浮野合戦場跡

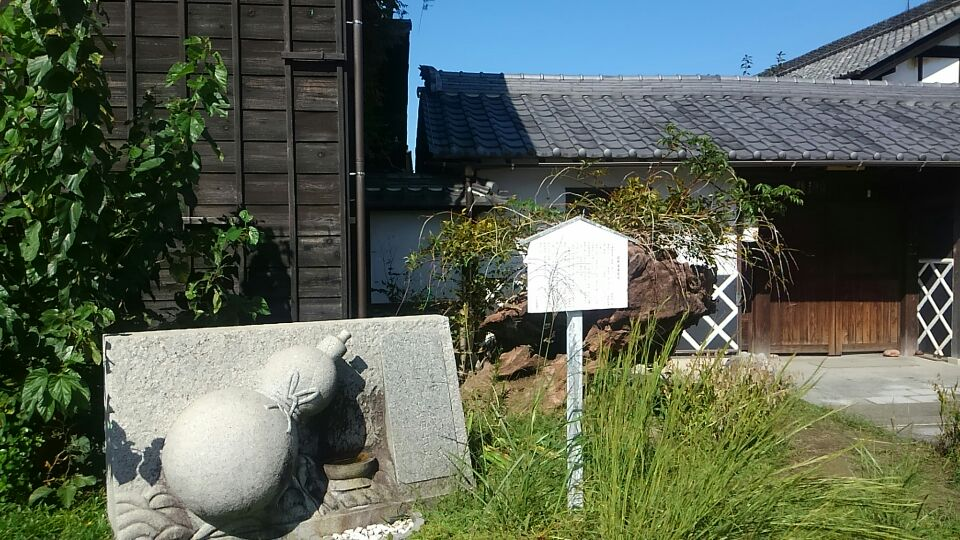
宗康が南窓庵記を記した場所（前野家屋敷）

延徳元年（1489年）、前野長義の次男に生まれる。岩倉織田家の軍奉行であり、織田信安の重臣として岩倉城内の辰の方角（東南の東寄り）に屋敷を構えた。
天文16年（1547年）、加納口の戦いの際には、川並衆らとともに織田信康旗下の最前線に配置され、七曲口を攻めたという。
弘治2年（1556年）、犬山織田家の援軍として明智城に出陣するも、前野家の家督を継いでいた兄の前野正義が明智城で討ち死にし、宗康が前野家の当主となった。
永禄元年（1558年）、織田信賢・織田信有（六/七郎左衛門、信安の弟）らが共謀して信安の追放を謀ると、宗康は信安の身を案じて隠居を献言したという。信安の美濃落ちを宗康は、「月雪花春冬の景、連哥にたくして自然たれば、結句ご納得なされ美濃落ち覚悟なされ候なり。指し行くは美濃白金なる所、大河越え行けば、遥か連山陶の曲々谷々鶯鳴に耳傾け傾陽下春の憂いあり。躑躅の真紅は隘路に盛り、墨染めの裾に纒り、国を離れ城を捨て旧懐の憶い切なり。俗塵の夢いまだ尽きざるを、峠を越え行かるれば美濃尾張（身の終わり）、白金差して落ち行かるなり。あわれなる事言い様なし。」と『南窓庵記』に記している。宗康の判断によって信安は生き延び、後に織田信長に仕えて所領を賜り、摠見寺の住職となった。
同年、当時の織田弾正忠家当主である織田信長の尾張統一の際に起こった織田信賢らとの戦い「浮野の戦い」に参加したとされている。この戦いには息子の前野宗吉・前野長康とともに出陣したとされる。
翌年の永禄2年（1559年）、織田信長軍が岩倉城へ迫ると、一族郎党を連れて岩倉城に籠城したという。重臣による軍議の際、生駒家宗と縁のあった宗康は信長への降伏に反対する織田一門家老の織田七郎左衛門との対立の末、降伏を諦め最後まで籠城したという。また、三男の前野勝長や山内一豊らに信賢を城外に脱出させたという。岩倉城落城の後は前野村に蟄居し、病を得て南窓庵自観と号す。
その翌年である永禄3年（1560年）、病死する。享年72。
宗康の次男であるとされている前野長康は、後の関白豊臣秀次付筆頭家老である。この前野長康を宗康の次男としている資料は『武功夜話』のみであり、『寛政重修諸家譜』には長康は坪内勝定の長男とある。だが『坪内氏系図』によると、勝定は永正13年(1516年)生まれで、長康は大永8年(1528年)生まれである。これによると二人は12歳差であるため、実の親子とは考えにくい。

## 前野氏
前野氏は、桓武天皇の子の良岑安世を始祖とする良岑氏の系統で、良岑高成（立木田高成）の子である高長が尾張国丹羽郡前野村（現在の愛知県江南市前野町〜大口町辺り）に移り住んで前野を自称し、その曽孫である時綱が正式に名乗ったのが始まりとされている。家紋は初め梅鉢紋だったが、宗康のあたりの代から丸に違い鷹の羽の家紋を使用していたという。

## 武功夜話
武功夜話（ぶこうやわ）は、戦国時代から安土桃山時代頃の尾張国の土豪前野家の動向を記した家譜の一種であり、前野家文書ともいわれる。この武功夜話のうち『南窓庵記』は宗康の日記であり、室町時代末期ごろの前野家の動向が詳しく書かれている。ただし、宗康の亡くなった後のことについても記録されているため、宗康の死後は一族の誰か（妙善か）が書き継いだのではないかといわれている。

## 系譜
- 父：前野長義
- 母：安井重幸妹
- 妻：妙善
  - 男子：前野宗吉（小坂雄吉）
  - 男子：前野長康（坪内光景）
  - 女子：津弥（稲田植元室）
  - 男子：前野勝長（坪内勝長）
  - 男子：前野康宗